# Raúl Halket
Raúl Adrián Halket (nascido em 4 de abril de 1951) é um ex-ciclista olímpico argentino. Halket representou sua nação na prova de perseguição por equipes (4.000 m) nos Jogos Olímpicos de Verão de 1972, em Munique.